# De Biker Boys
De Biker Boys was een komische televisieserie en mockumentary uit 2014 uitgezonden op Eén en geproduceerd door Koeken Troef.

## Verhaal
Drie bekende avonturiers willen een reisprogramma maken waarin ze op zoek gaan naar oorsprong van de Vespa in Italië. Helaas loopt tijdens de opnames alles mis wat ook maar mis kan gaan.
In de eerste aflevering probeert Bart De Pauw (Berre) de directeur van de televisie te overtuigen een nieuwe reeks te maken. Samen met Ben Segers (Benji), Jonas Van Geel (Jocke) en fixer Haldis (Umesh Vangaver) gaan ze golfen. De directeur krijgt het serieus op de heupen van het trio, maar besluit hen een kans te geven voor een proefaflevering. De drie gaan via Hoeselt naar het kasteel van Fallais in hun eerste rit. Ze besluiten al snel niet per Vespa naar Italië te reizen, maar met het vliegtuig. Helaas landen ze in Girona in Spanje in plaats van Verona in Italië...
Van hieruit zetten ze hun reis verder. Berre wil echter in eerste instantie het programma opgeven, omdat alles aan het mislukken is. Jocke ontmoet een oude man in Begur. Hij is een gereedschapsslijper, in het Spaans afilador de herramientas. Jocke weet dat Berre geen Spaans spreekt, en doet Berre geloven dat dat de naam van de man is. Jocke laat de oude man een uitleg doen, en vertelt Berre dat de man zegt dat zijn voorvader ooit vanuit het dorp vertrok, om in de fabriek van Vespa in Italië te werken. Dit is natuurlijk niet waar, maar Berre gelooft het. Hierdoor hebben ze een reden om hun reis voort te zetten: in de sporen van Afilador naar Italië reizen. Hierna rijden ze naar Lloret de Mar, waar ze een rondleiding krijgen van de mooie Estella. Benji probeert haar te verleiden. Ze bezoeken een kerk, een park en de Dona Marina. De volgende dag wil Berre naar Barcelona rijden, maar Benji en Jocke saboteren de Vespa van Berre omdat ze in Lloret en bij Estella willen blijven. Ze bezoeken het kattenmuseum en een kerkhof en gaan 's avonds naar een discotheek, waar Berre denkt dat hij drugs heeft genomen, terwijl hem gewoon een aspirine werd gegeven.
Op dag zeven van hun reis komen Berre, Jocke en Benji aan in Barcelona. Haldis kon geen hotel voor hen allen boeken, waardoor Berre terechtkomt in een vuil hotel in een klein steegje, terwijl Benji en Jocke in een duur hotel terechtkomen met zicht op de stad. Berre beslist dat ieder een eigen reportage moet maken. Berre bezoekt de hele stad, terwijl Jocke en Benji aan het zwembad liggen, cocktails drinken en in de sauna gaan. Die avond wordt Haldis tegengehouden door de politie. Omdat hij geen papieren kan voorleggen, wordt zijn vrachtwagen in beslag genomen.
De volgende dag gaat ieder zijn reportage maken. Berre laat de Sagrada Família zien, maar Jocke en Benji zijn niet overtuigd omdat het gebouw niet eens af is. Jocke laat De Ramblas zien met zijn beelden. Benji probeert zelf geld te verdienen als beeld, maar slaagt hier niet in, terwijl Jocke met een lied op gitaar het volk naar zich toe lokt. De reportage van Benji is een wedstrijd van FC Barcelona. Berre kent niets van voetbal. Na de wedstrijd wil hij de toiletten bezoeken en vraagt de weg aan Lionel Messi, die hij niet kent. Haldis gaat de papieren van de vrachtwagen halen bij een auto-opslagplaats. Hiervoor dient hij wel over de omheining te klimmen en de honden te trotseren...
De jongens willen de ferry naar Italië nemen vanuit Barcelona, maar er is een staking net zoals in andere Spaanse steden zoals Tarragona en Valencia. Zo komen ze in Almería terecht. Jocke heeft een goed idee: zijn vriend Gene Bervoets laten overvliegen. Gene, alias Gini, komt al dronken aan in Almería. Gini gaat een Italiaans gerecht maken voor de gasten, maar maakt gewoon Gentse waterzooi. Gini en Benji hebben al de hele dag gedronken. Berre en Gini krijgen ruzie, waardoor Gini in het zwembad valt. 
De volgende dag reizen ze naar Tabernas om er in een pretpark terecht te komen waar spaghettiwesterns werden gemaakt. Gini zou er spaghetti maken, maar serveert gewoon de waterzooi van de dag ervoor. Gini wil zijn eigen programma maken. Ze reizen verder naar Berja, waar ze een slager ontmoetten die al in het programma van Gini zat. De volgende halte is een restaurant waar Gini twaalf jaar eerder al was. Hij had echter nog een rekening van driehonderd euro openstaan, die Berre betaalt. Ook op de volgende halte is Gini niet welkom omdat hij het restaurant twaalf jaar geleden liet afbranden. Op de volgende plaats ontmoet Gini Conchita terug waar hij een zoon blijkt te hebben. Er volgt een hoogoplopende ruzie...
De volgende dag liggen Benji en Jocke op het strand, wanneer ze een mooie vrouw uit de zee zien komen. Ze blijkt op vakantie te zijn met Jani Kazaltzis. Benji ziet de vrouw, die Claudia heet, meteen zitten, maar Jocke maakt hem wijs dat het de vriendin van Jani is en dat ze op trouwen staan. Jocke en Benji willen Jani als centrale gast in de aflevering. Om Berre mee te lokken, zeggen ze dat Jani veel van kunst kent. Ze gaan naar het Picasso museum in Málaga. Jani blijkt niets van de schilderijen te kennen. 's Avonds gaan ze iets drinken. Berre wordt er door de anderen van verdacht homo te zijn. Ondertussen probeert Benji verder Claudia te verleiden.
De dag erna gaan ze naar de sauna. Claudia groeit steeds dichter naar Benji toe. Per ongeluk komt Haldis terecht bij de massage van Claudia. Zijn dag is goed. Claudia wil Benji kussen, maar hij gaat hier niet op in omdat hij denkt dat ze met Jani gaat trouwen. Wanneer Jani een ongeval krijgt op een boot, wordt hij met de ambulance naar het ziekenhuis gebracht. Dan vertelt Haldis dat Jani homo is en geen relatie met Claudia heeft. Benji is woest op Jocke...
Dag zevenentwintig intussen in de reis. Het gezelschap staat in Tarifa en wil oversteken naar Marokko. Dan wordt er een tijdssprong van drie weken gemaakt. Het viertal bevindt zich in Schotland. Ze zijn drie weken filmen in Marokko kwijtgeraakt. Ze zijn in Schotland geraakt door met een vrachtschip mee te varen omdat dit gratis was. Ze meren aan in Edinburgh. In Edinburgh speculeren ze over een nieuwe gast waarmee ze de Highland Games kunnen doen. Het wordt Stefaan Degand, alias Steffe. Steffe kan niets van de Highland Games en wil liever rugby spelen. Ook diepzinnige gesprekken met Steffe lopen spaak.
Een dag later bezoeken ze Edinburgh Castle. Steffe kent geen letter Engels en maakt zich onverstaanbaar voor de Schotten. In de buurt gaan ze minigolf spelen op een baan in dinosaurusthema. Steffe verliest en begint de baan af te breken. Hierop besluiten ze een nieuw spel te spelen, een soort Beste Vrienden, op aandringen van Steffe volgens zijn regels. Ook hier loopt het fout. 's Avonds aan het Loch Lomond zijn de heren Steffe zo moe dat ze besluiten een eilandraad te houden zoals in Expeditie Robinson. Steffe heeft alle stemmen tegen en moet het programma verlaten. Ze raken Steffe uiteindelijk toch kwijt als ze zeggen dat ze Peking Express gaan spelen. Steffe lift alleen (eigenlijk steelt hij gewoon een auto) en verdwijnt zo uit beeld.
Jocke komt met een nieuw voorstel: een bucket list, iets wat je nog wil doen voor je sterft. Voor het filmen heeft Haldis een cameraman van de BBC geregeld, genaamd Douglas McArthur. Douglas blijkt een dwerg te zijn. Ook Steffe duikt ineens weer op. Er wordt begonnen met de bucket list van Berre: het bezoeken van het Wallace Monument. Op de bucket list van Benji stond bungeejumpen. Hij durft echter niet. Wanneer ook hier Steffe weer opduikt, laten ze hem bungeejumpen om ervanaf te zijn. 
Haldis heeft een verrassing kunnen regelen, een ontmoeting met Sean Connery. Het blijkt echter niet de bekende acteur te zijn, maar een onbekende Schot met dezelfde naam. Berre wil hier snel weg en de bucket list verder afwerken. Ze rijden verder naar Glamis Castle. Berre wil Benji en Jocke doen schrikken. Ze willen overnachten in het kasteel. Van de gidsen horen ze spookverhalen zoals van de Grey Lady of Glamis. 's Nachts valt het licht uit en worden ze bang. Ze zien een duistere figuur en lopen weg. Het blijkt Steffe te zijn. Op de camerabeelden is echter ook the Grey Lady of Glamis te zien...
De volgende aflevering reizen ze door naar IJsland, waar ze een waterval bezoeken en de andere toeristen geld aftroggelen. Later regelt Jocke dat ze een trektocht kunnen maken met drie ervaren IJslanders. Haldis voelt zich op zijn gemak bij de drie IJslanders, onder andere omdat ze hem gewoon Marnix noemen. Volledig uitgeput beslissen Berre, Jocke en Benji terug te keren naar Reykjavik. Haldis gaat niet mee. Het trio raakt de weg kwijt en wordt vermist. Ze worden opgespoord. Zes maanden later vindt een reconstructie van de reis plaats. Haldis, Steffe, Gini, Jani en Claudia vertellen over hun gebeurtenissen. Gini en Jani revalideren bij Lieven Maesschalck, Steffe gaat op zoek naar het trio, maar raakt zelf verdwaald. Haldis voelt zich schuldig omdat hij de anderen achterliet en maakt gebruik van zijn bekendheid om actes de présence te maken en neemt een nummer op met Pat Krimson. Tijdens een interview krijgt Haldis telefoon van Berre, die onverstaanbaar is wegens een slechte lijn...

## Rolverdeling
| Acteur         | Personage |
| -------------- | --------- |
| Bart De Pauw   | Berre     |
| Jonas Van Geel | Jocke     |
| Ben Segers     | Benji     |
| Umesh Vangaver | Haldis    |

## Afleveringen
| Afl. | Titel                              | Datum van uitzending | Gastacteur(s) | Kijkcijfers (live)  |
| ---- | ---------------------------------- | -------------------- | --- | ------------------- |
| 1    | La dolce vita, la dolce far niente | 21 december 2014     | | 1.380.982 (MA: 49%) |
| 2    | Lloret de Mar                      | 28 december 2014     | Elisa Mouliaá | 1.405.104 (MA: 47%) |
| 3    | Barcelona                          | 4 januari 2015       | | 1.381.088 (MA: 47%) |
| 4    | Spaanse Waterzooi                  | 11 januari 2015      | Gene Bervoets | 1.309.297 (MA: 45%) |
| 5    | Villa Andalousië                   | 18 januari 2015      | Jani Kazaltzis, Danièla Degraux                                                                                       | 1.373.030 (MA: 48%) |
| 6    | The Highland Games                 | 25 januari 2015      | Stefaan Degand | 1.372.569 (MA: 47%) |
| 7    | The Bucket List                    | 1 februari 2015      | Stefaan Degand | 1.322.998 (MA: 46%) |
| 8    | IJsland                            | 8 februari 2015      | Stefaan Degand | 1.268.718 (MA: 44%) |
| 9    | De reconstructie                   | 15 februari 2015     | Lieven Maesschalck, Stefaan Degand, Jani Kazaltzis, Gene Bervoets, Matthias Schoenaerts, Danièla Degraux, Pat Krimson | 1.220.793 (MA: 43%) |